# Sfinții martiri din China
Sfinții martiri din China sunt sărbătoriți în Biserica Romano-Catolică în ziua de 9 iulie, data la care au fost uciși, în contextul răscoalei boxerilor, în anul 1900, episcopul Gregorio Grassi⁠(en)[traduceți] împreună cu mai mulți seminariști, precum și călugărițe și laici chinezi.